# ناشر نوبي بصاق
الناشر النوبي البصَّاق (الاسم العلمي:Naja nubiae) هي نوع من الزواحف تتبع جنس الناشرات الحقيقية من فصيلة العرابيد.